# Friedrich Anton Levin Matthaei
Friedrich Anton Levin Matthaei (* 18. Februar 1774 in Hannover; † um 1840 in Löwenhagen) war ein deutscher Lehrer, evangelischer Geistlicher, Schriftsteller, Schulbuch-Autor und Übersetzer.

## Leben
Matthaei wurde im Kurfürstentum Braunschweig-Lüneburg während der Personalunion zwischen Großbritannien und Hannover im Jahr 1774 in Hannover geboren. Nach seiner Ausbildung wirkte er noch im 18. Jahrhundert ab 1797 als Lehrer am „Wichmannschen Institute“ in Celle. Rund fünf Jahre später trat er 1802 die Stellung als erster Lehrer an der Hoftöchterschule in seiner Heimatstadt an.
Während der sogenannten „Franzosenzeit“ im vormaligen Kurhannover wechselte Matthaei 1807 zunächst als Pastor nach Parensen und Marienstein bei Göttingen, 1811 dann als Prediger zu Varlosen und Löwenhagen, wo er um 1840 auch verschied.

## Schriften (Auswahl)
- Spatziergänge mit meinen Zöglingen, Hannover, 1805f.[1]
- Sammlung merkwürdiger Reisen für die Jugend,
  - Band 1: John Turnbulls Reise um die Welt, Hannover 1807
  - Band 2: Vivant Denons Reise, mit einem Kupferstich von C. Böhme nach Ramberg, Hannover: Gebrüder Hahn; 1810; Digitalisat der Staatsbibliothek zu Berlin – Preußischer Kulturbesitz
- Lieder für Freymaurer, Hannover, 1809 [ohne Verfasserangabe]
- Der Besuch auf dem Lande, oder moralische Erzählungen für die Jugend, Göttingen 1817
- Praktische deutsche Sprachlehre ... mit zweckmäßigen Uebungen und Bemerkungen über die Methode des Unterrichts, für Schulen und zum Selbstunterricht, Göttingen 1821 (eigentlich hrsg. 1820)[1]
- Des Braminen Pilpai Weisheit der Indier in Fabeln. Zur Unterhaltung und Belehrung der Jugend aus gebildeteren Ständen, bearb. von F. A. L. Matthaei. Ausgabe mit 4 Kupferstichen von Johann Heinrich Ramberg, Hannover: Helwingsche Verlagsbuchhandlung, 1826; Digitalisat der TU Braunschweig
- Berquin. Tagebuch für Kinder, aus dem Französischen, Celle [o. D.]
- Suchet in der Schrift, oder Anleitung, die Bibelsprache über die christliche Glaubens- und Sittenlehre, welche im Hannövrischen Landes-Katechismus enthalten sind, richtig zu verstehen und auf das Leben anzuwenden, Hannover 1827
- Die Offenbarung Johannis aus dem Griechischen übersetzt und mit einer vollständigen Erklärung begleitet, Göttingen 1830
- Hellenikos mythologisch-malerische Reisen durch Griechenland, den Archipelagos, Sicilien und Unter-Italien, mit steter Rücksicht auf Wissenschaft, Kunst und Sitte der ältern und neuern Zeit: Enthaltend die Sagen der Vorzeit der Griechen und Römer, nach den Gegenden erzählt und erklärt, welche der Schauplatz derselben waren, nebst einer Nachricht von den dadurch veranlaßten Werken der Bildhauerei und Malerei ... ; Mit Kupfern und Holzschnitten der vorzüglichsten Künstler Deutschlands und Englands, Leipzig: Verlag der Baumgärtnerschen Buchhandlung, 1835; Digitalisat der Universitätsbibliothek Heidelberg
- Confirmationsrede, Göttingen 1836